# ゴッゴモビル
ゴッゴモビル（Goggomobil ）は、ドイツの自動車メーカーであるハンス・グラース（グラース）が製造していた超小型車（いわゆるバブルカー）ブランドである。
ゴッゴモビルには三種のモデルが存在した
- Goggomobil Tセダン
- Goggomobil TSクーペ
- Goggomobil TLバン

エンジンはもともと250 cc空冷2ストローク2気筒ユニットだったが、後に300から400ccへと拡大された。トランスミッションは、ゲトラグ製のプレセレクター型ミッションにクラッチを組み合わせたものを搭載していた。全モデルともリアエンジンであり、サスペンションは独立懸架式で、スイングアクスル式サスペンションにとコイルスプリングの組み合わせとなっている。
製造期間は1955年から1969年にかけてであり、各タイプの生産台数は、セダンが214,313台、クーペが66,511台、バン及びピックアップが3,667台となっている。

## Tセダン

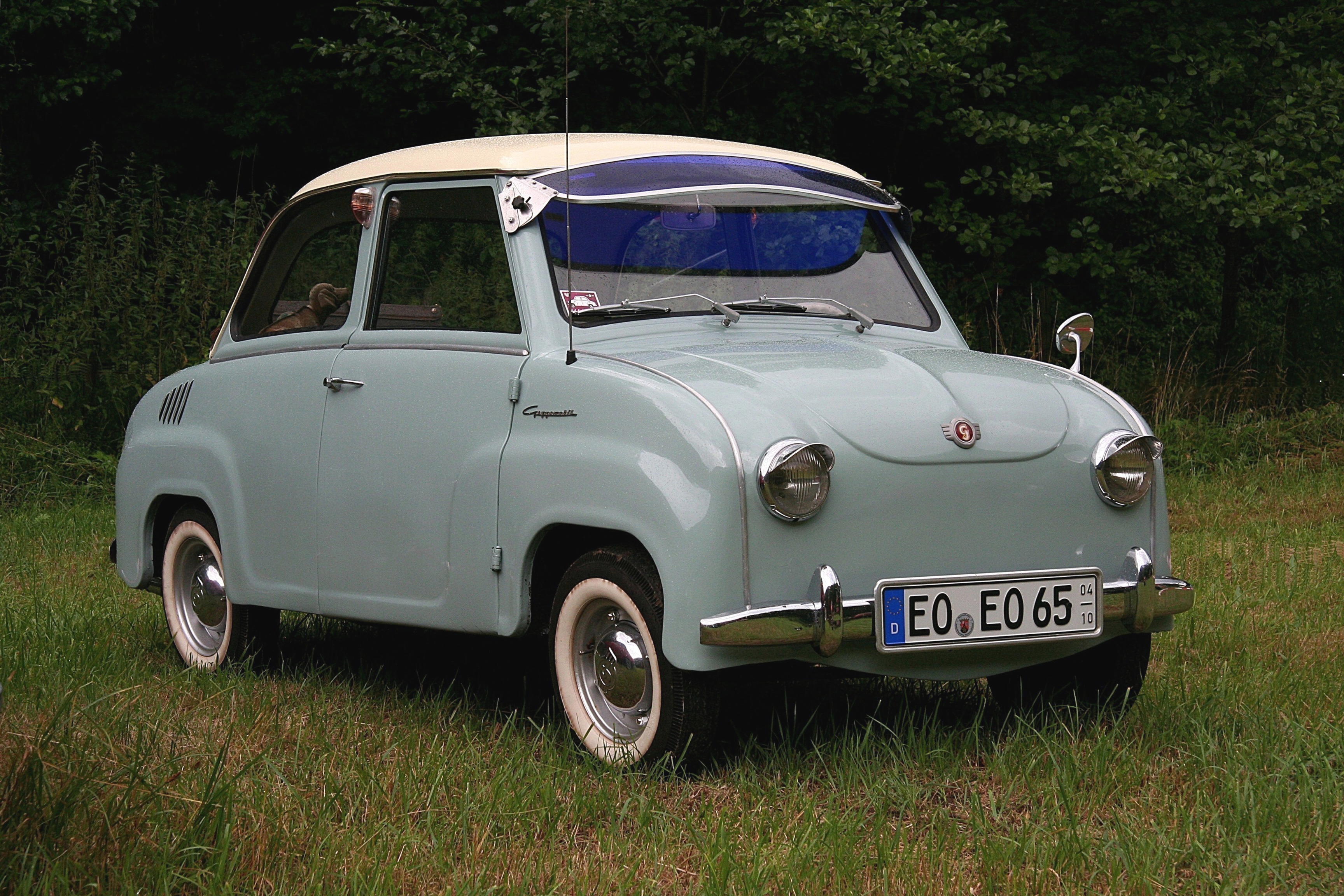
Goggomobil T250 with wind-up windows

T250は、1954年のIFMA国際自転車・オートバイショーにおいてグラースから公開された。T250はコンベンショナルな2ドアセダンの外観を持ち、排気量245 ccの空冷2ストローク2気筒エンジンをリアに搭載していた。
1957年、T250の設計に変更が加えられた。フロントウィンドウのワイパーがそれまでの1本から2本になり、ドアウィンドウはスライド窓から巻き上げ式となった。また、バリエーションにT300とT400が追加された。これらはそれぞれ（T250よりも大きな）300ccと400ccのエンジンを搭載していた。
1964年、Tセダンの最後の設計変更が行われた。それまでリアヒンジ式のスーサイドドアから、コンベンショナルなフロントヒンジ式に変更された。
1969年6月30日に生産終了するまで、Tセダンは214,313台が生産された。

## TSクーペ

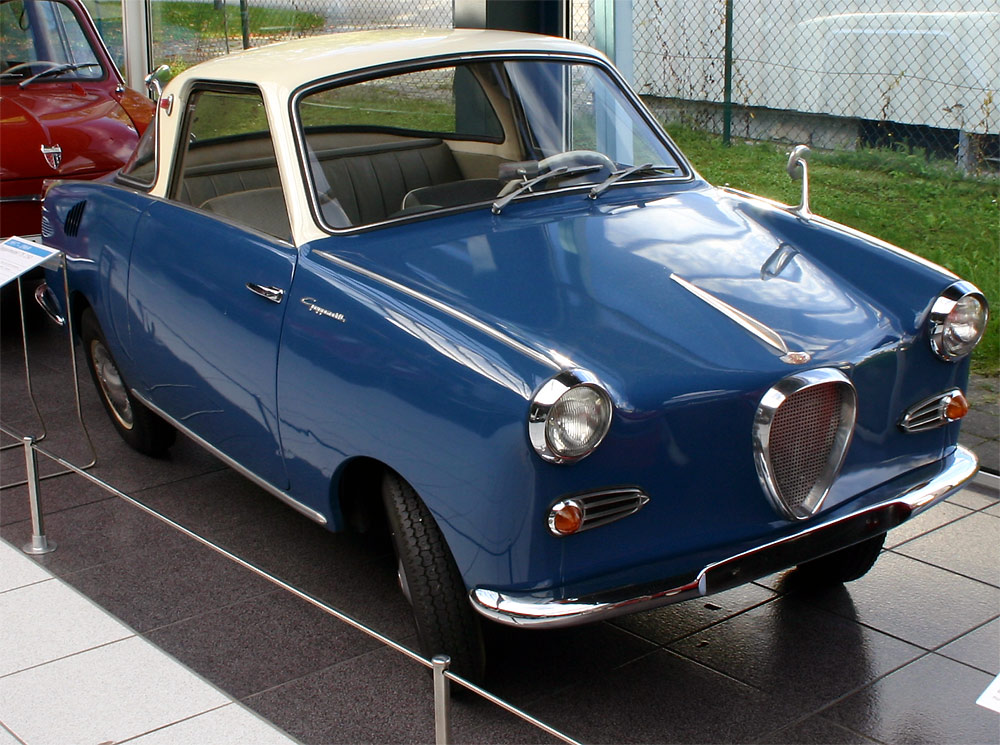
TS 250 Coupe

TS 2+2クーペは、1957年のIFMAショーで、Tセダンの改良型と並んで公開された。TS250、TS300、TS400の3モデルが選択可能で、その数字は、エンジンのおおよその排気量を立方センチメートルで表したものである。
TSクーペの唯一の主要な設計変更は、1964年に、リアヒンジ式のスーサイドドアをコンベンショナルなフロントヒンジ式のドアに変更した事である。
TSクーペはTセダンよりも常に10-20 % 高額だった。TSクーペの総生産台数は66,511台だった。

### TS 300のスペックと性能
1957年型ゴッゴモビルTS 300のスペックは、
- 構成 — グラース 2ストロークリアエンジン、 排気量 298 cc
- エンジン — 2気筒、2ストローク、空冷、ボア 58 x ストローク 56 mm、圧縮比 6.0:1 、出力 15 hp (11 kW) / 5,000 rpm、トルク 17.4 lb⋅ft (24 N⋅m)
- 変速機 — 前進4段+後進（オプションでプレセレクター式を選択可）
- 最高速度 — 85 km/h (53 mph)
- タイヤ径 — 4.80 x 10 インチ
- 重量 — 420 kg (926 lb)
- ホイールベース — 71 in (1,800 mm) [7]
- 車高 - 49 in (1,200 mm) [7]
- 全長 - 114.5 in (2,910 mm) [7]
- 全幅 - 53 in (1,300 mm) [7]

となっていた。
1957年に、イギリスの雑誌「The Motor」がTS300クーペをテストしたところ、最高速度は 59.2 mph (95.3 km/h)、0 mph から 50 mph (80 km/h) までの加速にかかった時間は 27.9 秒、燃費は 50.5マイル毎英ガロン (5.59 l/100km; 42.1 mpg‑US) を記録した。テストに使用した車両のイギリス市場における価格は、税金209ポンドを含めて625ポンドだった。

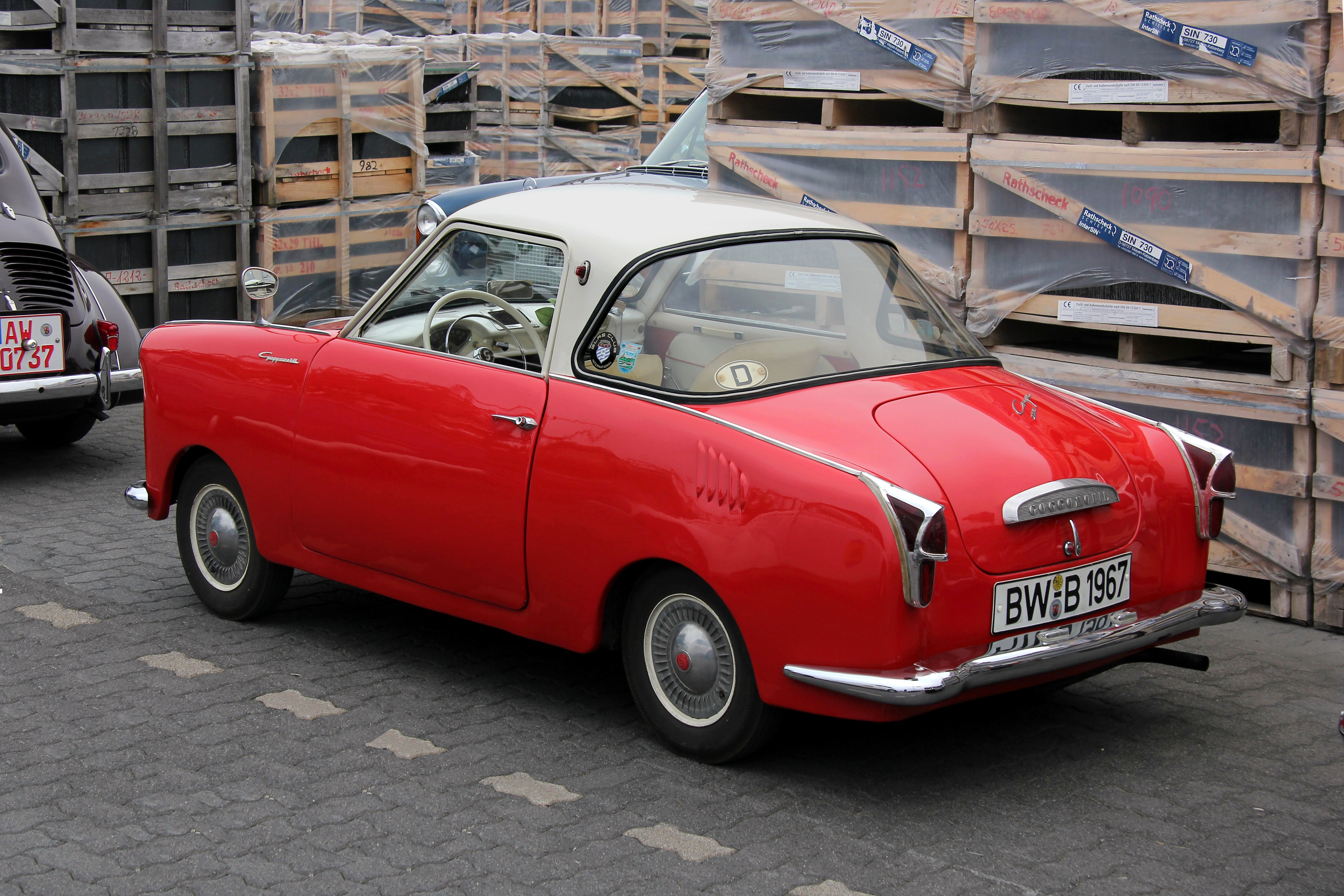
Goggomobil Coupé

### TS 250 のスペック
1958年型ゴッゴモビル TS 250 クーペは、 
- 構成 — グラース 2ストロークリアエンジン、排気量 247 cc
- エンジン — 2気筒、2ストローク、空冷、出力 13.6 hp (10.1 kW) / 5,000 rpm
- 変速機 — 前進4段+後進
- 最高速度 — 75 km/h (47 mph)
- タイヤ径 — 4.40 x 10 インチ
- 重量 — 415 kg (915 lb)

となっていた。

## TLバン

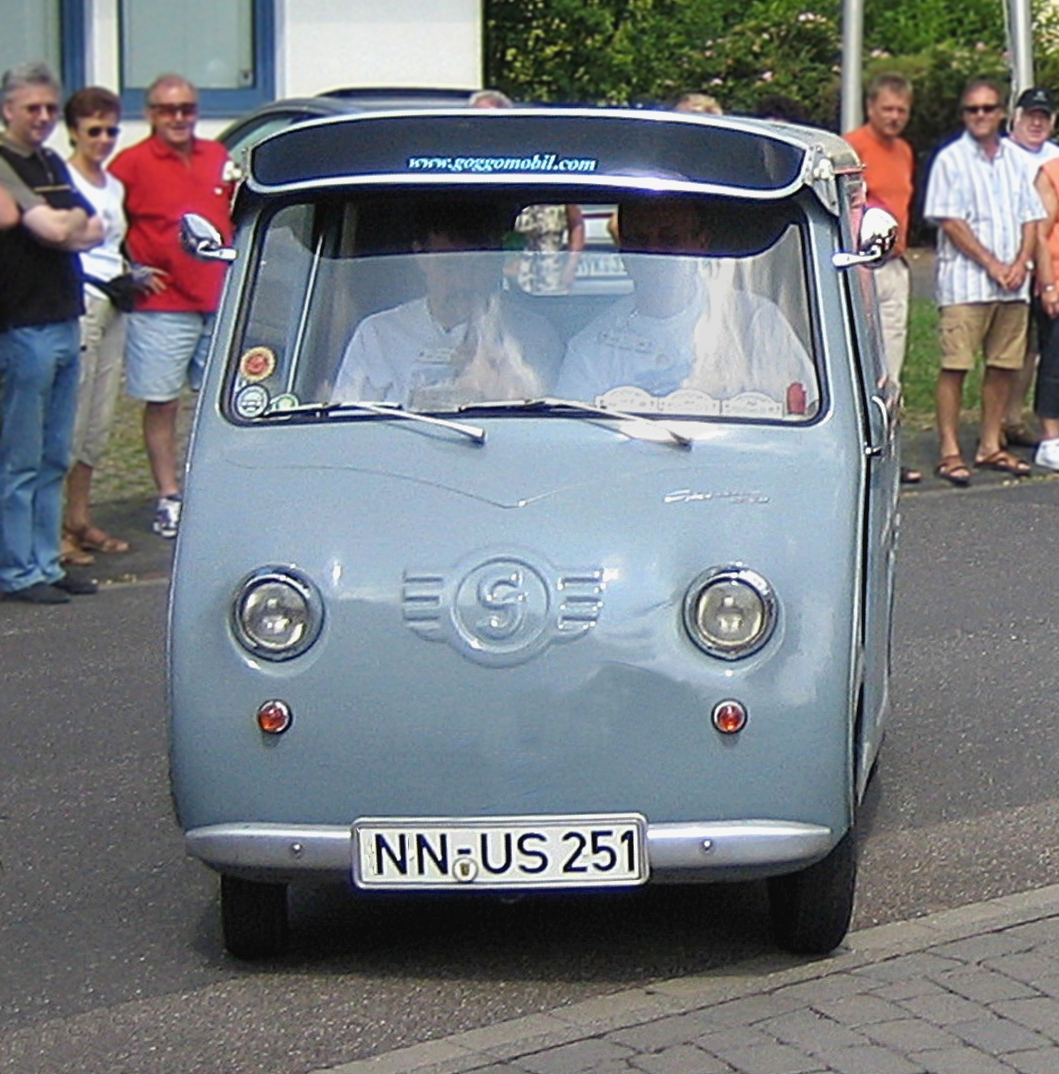
Goggomobil Transporter van

ゴッゴモビルトランスポーター、もしくはゴッゴモビルTLは、1956年のIFMAショーで公開された。トランスポーターは、主としてドイツ連邦郵便（現・ドイツポスト）の要望により製作され、1957年10月から1965年11月までの間に、2,000台以上が生産された。
トランスポーターのフロントドアはスライド式で、二枚の後部ドアを持つ密閉式のバンタイプ、またはテールゲートを備え開放式の荷台を持つピックアップタイプの車体が用意された。ピックアップは、除雪車や道路清掃車といった地方自治体のサービスでよく使用された。
トランスポーターは、バンとピックアップを合わせて3,667台が生産された。

## アメリカ輸出仕様
ゴッゴモビルはアメリカへも輸出された。これらは特別な輸出仕様となっており、400ccのエンジン、自動オイル混合装置、そしてヘッドライトはアメリカの交通法規に合わせて7インチのシールドビームを備えていた。

## Goggomobil Dart

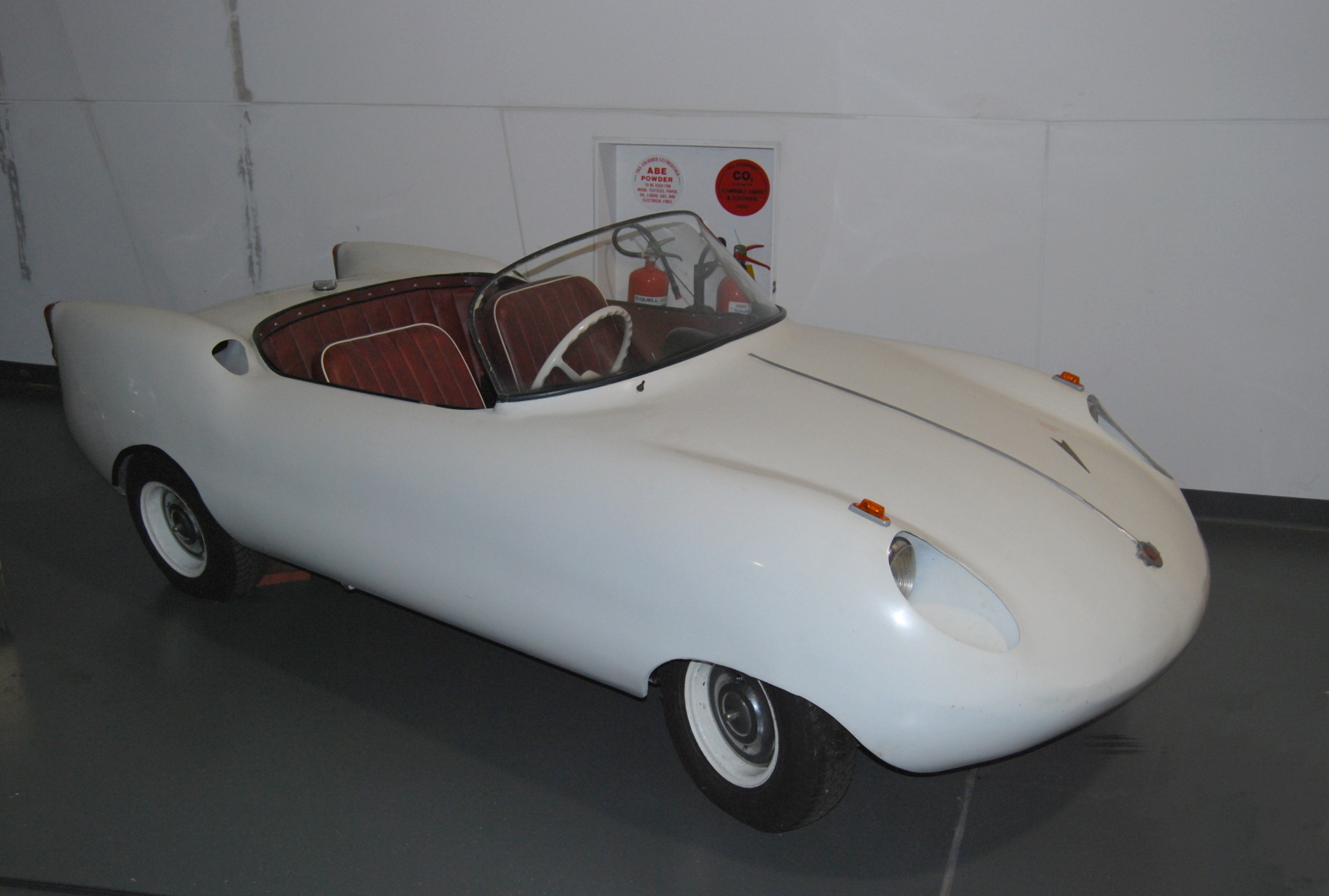
Goggomobil Dart

1957年から1961年にかけて、Goggomobil Dartと呼ばれるスポーツカーが、オーストラリアのシドニーにある、Buckle Motors Pty Ltd によって700台ほど生産された。また、セダン、クーペ、コンバーチブル、バンなど、他のゴッゴモビルのモデルもライセンス生産された。これらは、ドイツで作られた鉄ボディの代わりに、オーストラリアで作られたFRPボディを使用していた。オーストラリアでの総生産台数は約5000台。2019年には、オーストラリアの映像作家であるen:Karl von Möllerによって、Goggomobil Dartを特集した「D'art」というドキュメンタリー作品が公開された。